# تل آب یک
تل آب یک مربوط به دوران‌های تاریخی پس از اسلام است و در شهرستان فراشبند، روستای آب یک واقع شده و این اثر در تاریخ ۲۵ اسفند ۱۳۷۹ با شمارهٔ ثبت ۳۲۸۹ به‌عنوان یکی از آثار ملی ایران به ثبت رسیده است.